# 色斑球蛛
色斑球蛛（学名：Theridion pictum）为球蛛科球蛛属的动物。分布于欧洲以及中国大陆的内蒙等地。该物种的模式产地在欧洲。